# Fiodor Videaev
Fiodor Alekseievici Videaev (în rusă Фёдор Алексеевич Видяев, n. 7 noiembrie 1912, Stepnaya Shentala, Shentalinsky District⁠(d), Samara Uyezd⁠(d), gubernia Samara⁠(d), Imperiul Rus – d. 14 iulie 1943, Marea Barents) a fost un comandant de submarin al marinei militare sovietice în timpul celui de-al doilea război mondial. A fost ucis în acțiune în 1943.

## Biografie
Vidaiev s-a născut în satul Erzia din regiunea Samara, era un etnic mordvin. În 1921, familia Videaev s-a mutat în regiunea Murmansk. A terminat liceul din orașul Murmansk în 1930. A absolvit cu deosebită distincție în 1937 Școala Superioară Navală M. V. Frunze (acum Institutul Naval Sankt Petersburg). Fiind un student excelent, el a avut dreptul să aleagă o flotă. S-a alăturat diviziei de submarine a Flotei militare de nord și a început ca navigator junior pe submarinul D-2. În 1938, a luat parte la salvarea a patru cercetători aflați pe o stație de cercetare arctică de gheață în derivă (Северный полюс). El a luat parte la Războiul Finlandezo-Sovietic (Războiul de Iarnă) din 1939-40. În campania finlandeză, a efectuat servicii de patrulare în Marea Barents ca asistent al comandantului submarinului Shch-421. Pentru aceste servicii, comandantul Flotei militare de nord, viceamiralul Valentin P. Drozd, și-a exprimat recunoștința față de întregul personal al submarinului Shch-421 aflat sub comanda lui Nikolai Lunin. 

Submarinul Shch-421 a fost comandat de Nikolai Lunin și apoi de Fiodor Videaev

În 1941, Nikolai Lunin a primit comanda unui nou submarin, K-21, iar Fiodor Videaev a fost numit comandat al submarinului Shch-421. Vidayev a efectuat douăsprezece patrule de război. După pierderea lui Shch-421 (sabordat în mare datorită daunelor provocate de mine subacvatice) a comandat nava-soră ShCh-422. Nava sa plecat în misiune în Marea Barents în iulie 1943 și nu s-a mai întors niciodată.

## Moștenire
În orașul Poliarni (în rusă Полярный), din Regiunea Murmansk a fost ridicată o statuie în memoria sa. Orașul Videaevo (în rusă Видяево) din Regiunea Murmansk a fost numit după el, la fel și un submarin din clasa Don (Proiectul 310 Batur).

## Legături externe
- ru  В Кошках открыли памятник моряку-подводнику Федору Видяеву, Volga News. Despre inaugurarea unui nou monument dedicat aniversării a 100 de ani de la nașterea lui Fiodor Videaev